# Christoph Friedrich Wilhelm Ernst
Christoph Friedrich Wilhelm Ernst (* 18. Dezember 1765 in Jesberg; † 24. Januar 1855 in Kassel) war ein deutscher reformierter Theologe.

## Leben
1795 wurde Ernst Hofprediger in Kassel. 1813 wurde er zum Metropolitan und Konsistorialrat ernannt. 1837 wurde er Superintendent und 1845 Generalsuperintendent der Reformierten Kirche in Niederhessen. 
Ernst zog sich als Gegner der Erweckungsbewegung und seines Kollegen L.F. Lange Kritik als unkritischer, tradierter, eingefleischter Rationalist und Zyniker zu. Anschließend wurden seine Differenzen vom Supranaturalismus heftig theologisch diskutiert. Immanuel Kant und Friedrich Wilhelm Joseph Schelling übten einen starken Einfluss auf ihn aus. Ernst stellte sich als Homiletiker den aktuellen theologischen Zeitfragen, lehnte die erweckungsfromme Sicht des Kampfes gegen Napoléon Bonaparte ab und verurteilte doppelte Wahrheit und apriorische Dogmatik. Zudem bezeichnete er Sklaverei, den Nationalhass und die Verachtung als die größten Übel der Welt.
Er war ein beliebter Prediger und veröffentlichte zahlreiche seiner Predigten. 1845 erschienen seine Überzeugungen eines christlichen Greises anonym. Christoph Friedrich Wilhelm Ernst war der Schwiegervater von Ludwig Emil Grimm.

## Werke (unvollständig)
- Gedruckte Predigten
- Überzeugungen eines christlichen Greises
- Zwey Predigten nach dem am 14. Jan. 1820 erfolgten Tode der Kurfürstin von Hessen zu Cassel
- Gedächtniss-Predigt auf den am 27. Februar dieses Jahres erfolgten Tod des Kurfürsten von Hessen, Wilhelm I., gehalten am 8. April zu Cassel
- Rede bei dem Ausmarsch der in Cassel gelegenen Kurhessischen Truppen: den 30sten Januar 1814, auf dem Friedrichsplatz gehalten
- Predigten über selbst gewählte Stellen der Heiligen Schrift: Zum Vorlesen, 1827
- Predigten vermischten Innhalts, Band 1 1806, Band 2 1815
- Predigt über die unzertrennliche Verbindung der Vernunft und des Christenthums: gehalten in der Brüderkirche zu Kassel am 24. August 1834
- Predigt zur dritten Sekular-Feier der Übergabe des Augsburgischen Lehr- und Glaubensbekenntnisses, 1830
- Confirmations-Handlung der Gräfin Louise von Reichenbach-Lessonitz: nebst der darauf sich beziehenden Predigt, auf allerhöchsten Befehl in den Druck gegeben von C. F. W. Ernst
- Entwürfe zu Predigten, nebst einer Vorr. über das Abfassen und Halten derselben für Candidaten der Predigtamtes, 1826
- Predigt über die Fehler der Jugend: gehalten am 24. Juli 1825 in der Brüderkirche